# Enope hirsuta
Enope hirsuta är en fjärilsart som beskrevs av Walker 1854. Enope hirsuta ingår i släktet Enope och familjen björnspinnare. Inga underarter finns listade i Catalogue of Life.